# Мваї Кібакі
Мваї Кібакі (15 листопада 1931 , Gatuyainid, Британська Кенія  — 21 квітня 2022 , Найробі )(англ. Mwai Kibaki) — президент Кенії з 30 грудня 2002 року до 9 квітня 2013, змінив на посаді попереднього голову держави з 1978 року Данієля Арапа Мої.
Кібакі обіймав посаду віце-президента (1978—1988), а також низку інших високих постів в уряді Кенії, включаючи посади міністра фінансів (1978—1981), міністра внутрішніх справ (1982—1988) і міністра охорони здоров'я (1988—1991).
У 2005 році Кібакі невдало провів референдум щодо створення у країні посади прем'єр-міністра. На президентських виборах 27 грудня 2007 року він здобув перемогу з незначною перевагою над лідером опозиції Раїлою Одінгою, що дало останньому привід оскаржити результати виборів. Це призвело до погромів і міжетнічних чисток. В результаті загинуло понад 2,5 тис. осіб. За посередництва голови Африканського Союзу президента Танзанії Джакаї Кіквете і колишнього генерального секретаря ООН Кофі Аннана конфлікт був врегульований створенням коаліційного уряду і призначенням Раїли Одінги на створений пост прем'єр-міністра.